# Vincent Amiel
Pour les articles homonymes, voir Amiel.
Vincent Amiel, né le 2 avril 1956 à Paris, est un essayiste, théoricien du cinéma, de l'image et des médias, professeur des universités, et critique de cinéma français. 

## Biographie
D'abord étudiant en philosophie, Vincent Amiel s'est ensuite spécialisé dans l'analyse et la recherche cinématographique. Il est professeur et directeur de recherche, d'abord à l'Université de Caen Normandie, puis à partir de 2015 à l'Université Panthéon-Sorbonne.
Il enseigne aussi l'histoire du cinéma ainsi que l'esthétique du montage à l'école Louis-Lumière et à l'ESRA Paris.
Ses travaux sur l'esthétique du montage, en particulier, en ont fait un spécialiste reconnu : Esthétique du montage [2001] -5ème édition en 2021- a été traduit dans plusieurs pays en Europe et en Asie.
Vincent Amiel est également membre du comité de rédaction de la revue Positif (à laquelle il collabore depuis 1981) et critique pour la revue Esprit (depuis 1990). Il a également collaboré, plus occasionnellement, à CinémAction et à L'Avant-Scène Cinéma. Jusqu'en 2015, il codirige la revue Double Jeu : Théâtre/Cinéma (Presses Universitaires de Caen).

## Publications
- Histoire Vagabonde du Cinéma (avec José Moure), éditions Vendémiaire, Paris, 2020
- Le Cinéma français. Une cartographie, Presses Universitaires de Rennes, 2023
- Naissances d'images. L'image dans l'image, des enluminures à la société des écrans, Klincksieck, Paris, 2018
- Lancelot du lac de Robert Bresson, Presses universitaires de Lyon, 2014
- Joseph L. Mankiewicz et son double, PUF, 2010.
- Vincent van Gogh à Auvers-sur-Oise, Editions Vangoghaventure.com, 2009.
- Rohmer et les autres (sous la direction de Noël Herpe), PU Rennes, 2007.
- L'acteur de cinéma : approches plurielles (en collaboration avec Jacqueline Nacache, Geneviève Sellier et Christian Viviani), PU Rennes, 2007.
- La Bible : 2 000 ans de lectures (en collaboration avec Jean-Claude Eslin, Catherine Cornu et Marie Balmary), Hachette Littératures, 2007
- Mémoire en éveil, archives en création : le point de vue du théâtre et du cinéma (actes du colloque du 13 au 15 mars 2003), Editions L'Entretemps, 2006.
- Van Gogh de Pialat, Atlande, 2006.
- Esthétique du montage, Armand Colin, 2005.
- Le Dictionnaire Truffaut (en collaboration avec Antoine de Baecque et Arnaud Guigue), Éditions de la Martinière, 2004.
- L'anchois, dix façons de le préparer, Les Éditions de l'Épure, 2003[3].
- Formes et obsessions du cinéma américain contemporain (1980-2002) (en collaboration avec Pascal Couté), Klincksieck, 2003
- Le Monde du spectacle (en collaboration avec Véronique Gode et Louis Dunoyer de Segonzac), Gallimard, 1999.
- La Règle du jeu, Jean Renoir. Étude filmique (avec Marie-Odile André, Pierre Guislain et Claude Gauteur), Hatier, 1998.
- Le Corps au cinéma : Keaton, Bresson, Cassavetes, PUF, 1998.
- Robert Bresson (en collaboration avec Gérard Pangon), Éd. Arte, 1997.
- Les Ateliers du 7e art, Après le clap, coll. « Découvertes Gallimard / Arts » (no 247), Gallimard, 1995.
- Kieslowski, Rivages-Payot, 1995.
- Tarkovski Andreï Roublev 1964-1971, mars 2025. (ISBN 979-10-94375-07-5).